# Покровський собор (Севастополь)
Покровський собор — головний православний храм Севастополя. Побудований в 1905 році за проектом архітектора В. А. Фельдмана. Собор освячено на честь Покрови Пресвятої Богородиці, має шість бокових вівтарів. Три верхніх бокових вівтаря освячені на честь Пантелеймона Цілителя, Покрови Пресвятої Богородиці, святих Апостолів Петра і Павла. 
Три нижніх бокових вівтаря освячені на честь Серафима Саровського, святих мучениць Віри, Надії, Любові та матері їх Софії, Святого рівноапостольного князя Володимира. 

## Архітектура
Будівля базилікального типу п'ятикупольний безстолпний храм. Над головним куполом – стрілчастий звід в оточенні чотирьох дванадцятигранних башточок. У західній частині – дзвіниця, з'єднана з храмом продовженням центрального обсягу. Башточки і дзвіниця мають шатрове покриття, увінчане маківками цибулиної форми. Будівля прикрашена рядами напівкруглих кокошників, карнизи підкреслені ліпними фризами. Побудований собор з інкерманського і кримбальського каменю.

## Історія
Спорудження собору було розпочато в 1892 році під керівництвом і за проектом архітектора В. А. Фельдмана. В 1905 році собор було освячено. У травні 1917 року в соборі були тимчасово поховані останки лейтенанта П. П. Шмідта і кількох матросів, розстріляних на острові Березань. Будівля сильно постраждала під час Німецько-радянської війни, були зруйновані два південних бокових вівтаря. Частково відновлено і до 1962 року в ньому проводились богослужіння. Потім у соборі розміщувалися спортзал і міський архів. У 1992 році північний боковий вівтар собору був переданий громаді віруючим і освячений 8 квітня в ім'я святого великомученика Пантелеймона. На початку 1994 року віруючим було віддано весь будинок.